# Mansel Island
Mansel Island (Inuktitut: Pujjunaq) ist eine unbewohnte Insel am Eingang der Hudson Bay im Norden. Administrativ gehört sie zur Region Qikiqtaaluk des kanadischen Territoriums Nunavut.
In der Liste der größten Inseln Kanadas steht Mansel Island an 28. Stelle, und unter den größten Inseln weltweit nach verschiedenen Angaben an 155. oder 159. Stelle.
Die 3180 km² große Insel liegt 55 km westlich der Halbinsel Ungava beim nordwestlichen Kap Pointe De Sainte-Hélène und beherbergt einen Naturschutzpark für Karibus. Für Europa entdeckt wurde sie 1613 von Thomas Button, der sie nach Sir Robert Mansell (um 1570–1652), Vizeadmiral der englischen Royal Navy, benannte.
Die höchste Erhebung der Insel erreicht eine Höhe von 130 m.